# 萨林河 (伊利诺伊州)
萨林河（英語：Saline River）是俄亥俄河的一条支流，长约27英里（43），位于美国伊利诺伊州的南部地区 ，流域面积为1,762平方英里（4,564平方），覆盖了伊利诺伊州东南部。